# Georgina de Swert Burrull
Georgina de Swert Burrull, coneguda esportivament com Gina, (Sant Cugat del Vallès, Vallès Occidental, 6 d’octubre de 1982) és una exjugadora i entrenadora de rugbi catalana.
Es formà al Club Esportiu INEF Barcelona, jugant en la posició d'ala i evolucionant cap a la de primer centre. Amb el club barceloní aconseguí quatre Copes de la Reina (2005, 2006, 2007 i 2009) i cinc Campionats de Catalunya. Internacional amb la selecció espanyola de rugbi, participà al Campionat del Món de 2006 i al Torneig de les Sis Nacions. També practicà el rugbi a 7, disputant amb la selecció estatal la Copa del Món de 2009. És considerada com una de les fundadores de la secció femenina del Club de Rugby Sant Cugat, on exercí d'entrenadora.

## Palmarès
- 5 Campionat de Catalunya de rugbi femení: 2004-05, 2005-06, 2006-07, 2007-08 i 2008-09

- 4 Campionats d'Espanya de rugbi femení: 2004-05, 2005-06, 2006-07 i 2008-09